# 相思树属
相思樹屬是豆科的一个属，属下大约有1000种，分布于澳洲以及印度洋、太平洋的一些岛屿（如马达加斯加岛、台湾岛、夏威夷岛）。
属名原本应用于广义金合欢属，最早由菲利普·米勒根据阿拉伯金合欢（英語：Egyptian thorn）描述。此广义属共有1300多种，后来分子生物学研究发现此属并非单系群，包括相思树在内的900多个亚太-印度洋物种和狭义金合欢属关系并不紧密，于是广义金合欢属的大多数物种需要和模式种阿拉伯金合欢分开。2005年的国际植物学大会决定将属名留给包括相思树在内的类群，并将羽脈相思樹定为新的模式种，原本的模式种阿拉伯金合欢反而被踢出。尽管这种非常规的拆分方式引起了争论，2011年的大会还是维持了此决定。
属名源于希腊语akis，意为“尖刺”，指植物体具刺，但分类变动以后的相思树属物种大多数并没有刺。

## 形态
本属植物的叶子一般为羽毛状复叶。某些物种，尤其在澳大利亚和太平洋岛屿，树叶萎缩，叶柄则垂直扁平，代替树叶的功能，被称为叶状柄。垂直方向的叶状柄使它们避免受强烈阳光，边缘对着天空和大地则不会象水平分布的树叶那样阻挡光线。一些物种没有树叶或叶状柄，但有叶状茎带取代树叶实现光合作用。

## 分佈
2005年时，本属植物在全世界大约有1300种，其中约960种原产于澳大利亚，其余物种在南北半球的热带到温带均有分佈，包括欧洲、非洲、亚洲南部和美洲。在那之后，本属只保留澳大利亚以及太平洋、印度洋部分岛屿的物种。

## 物种
以下為本属部分物種：
- 沟果相思 Acacia aulacocarpa
- 大叶相思 Acacia auriculiformis
- 贝利氏相思 Acacia baileyana
- 卷荚相思 Acacia cincinnata
- 密枝相思 Acacia conferta
- 台湾相思 Acacia confusa
- Acacia covenyi
- 厚荚相思 Acacia crassicarpa
- 银荆 Acacia dealbata
- Acacia deanei
- 绿荆 Acacia decurrens
- 绢毛相思 Acacia holosericea
- 柳叶相思 Acacia iteaphylla
- 夏威夷相思 Acacia koa
- 细果荆 Acacia leptocarpa
- 大腺相思树 Acacia macradenia
- 马占相思 Acacia mangium
- 黑荆 Acacia mearnsii
- 乌木相思 Acacia melanoxylon
- 昆士兰相思 Acacia oshanesii
- Acacia podalyriifolia
- 极弯相思 Acacia pravissima
- 密花相思 Acacia pycnantha
- 银柳相思 Acacia salicina
- 金柳相思 Acacia saligna
- 槐叶相思 Acacia sclerophylla
- 美丽相思 Acacia spectabilis
- Acacia subulata
- Acacia terminalis
- 被覆相思 Acacia vestita
- 秀丽相思 Acacia victoriae

## 文化
本属與中国民间常被作为思念的象征之相思子、相思豆完全無關。
密花相思為澳大利亚的國花，亦被設計在澳大利亚國徽的底部。
代表的花語為“稍縱即逝的快樂”或“秘密的愛”。